# Melanitis asakurae
Melanitis asakurae är en fjärilsart som beskrevs av Matsumura 1919. Melanitis asakurae ingår i släktet Melanitis och familjen praktfjärilar. Inga underarter finns listade i Catalogue of Life.